# 尼古拉·尼古拉耶維奇·尤登尼奇
尼古拉·尼古拉耶维奇·尤登尼奇（俄语：Никола́й Никола́евич Юде́нич，1862年7月30日—1933年10月5日）是第一次世界大战时期俄罗斯帝国军队指挥官。他在俄国内战时期担任白军在俄国内战西线的领导人。
尤登尼奇生于明斯克省的贵族家庭。1887年，毕业于亚历山大军事学校和总参学院，曾参加过日俄战争，任团长。在第一次世界大战期间军阶为将军，先后担任高加索集团军参谋长、司令。1917年8月—4月任高加索战线俄军总司令。俄国内战时期参加白军，1918年秋，战败后逃至芬兰。1919年参加英国支持下建立在俄国西北部的“政府”，任高尔察克的西北军总司令。同年7月和10月两次进犯彼得格勒，被红军击溃后率残部退往爱沙尼亚。1920年流亡英国，后移居法国。

## 榮譽獎章

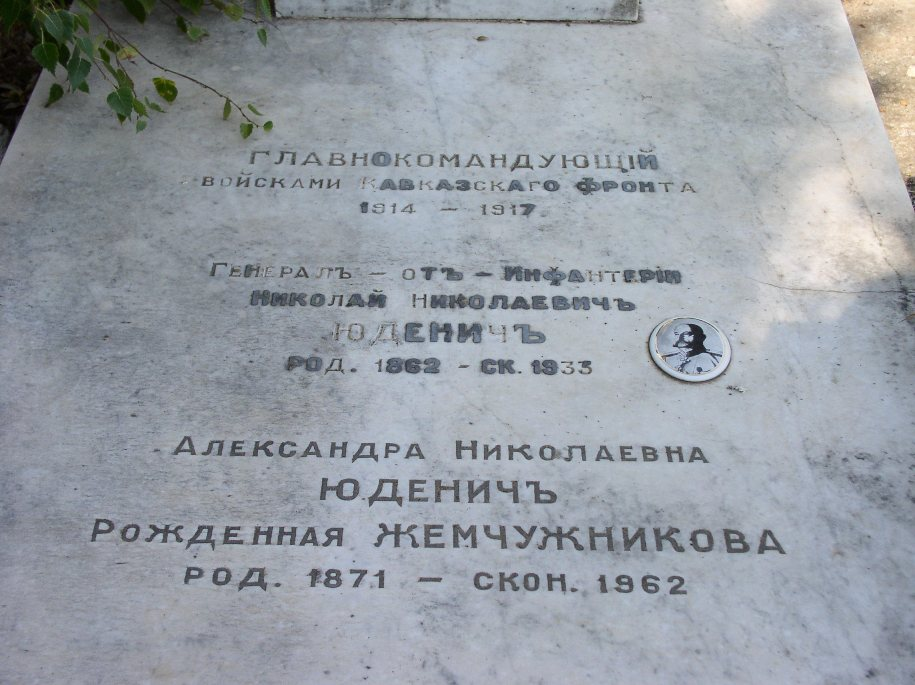
尼古拉·尤登尼奇的墳墓

- Order of St. Stanislaus 三等, 1889
- Order of St. Anne 三等 1893
- Order of St. Stanislaus 二等 1895
- Order of St. Anne 二等 1900
- Order of St Vladimir, 四等, 1904
- Order of St Vladimir, 三等寶刀, 1906
- Order of St. Stanislaus 一等寶刀, 1906
- Gold Sword for Bravery, 1906
- Order of St. Anne 一等 1909
- Order of St Vladimir, 二等寶刀, 1913
- Order of St. George, 四等, 1916
- Order of St. George, 三等, 1916
- Order of St. George, 二等, 2 February 1916

## 外部連結
- .  第12版. 1922.